# Mancala

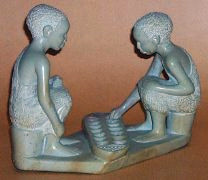
Mancala. Specksteinfiguren aus Ostafrika

Mancala, auch Manqala, Mankala (arabisch منقلة, DMG manqala, abgeleitet von نقل / naqala / ‚befördern, transportieren‘), ist der Oberbegriff für Brettspiele, die meist von zwei Personen vor allem in Afrika und Asien gespielt werden. Charakteristisch ist, dass bei ihnen Spielstücke, die in Mulden liegen, umverteilt werden. Im englischen Sprachraum heißen diese Art Spiele auch Pit and Pebble Games („Gruben-und-Kieselstein-Spiele“) oder Count and Capture Games („Zählen-und-Fangen-Spiele“). In Deutschland werden sie als Bohnenspiele bezeichnet.
Der erste Europäer, der Mancala wissenschaftlich beschrieb, war Richard Jobson im 17. Jahrhundert in seinem Werk The Golden Trade. Die Gattungsbezeichnung Mancala wurde von dem amerikanischen Ethnologen Stewart Culin geprägt, der 1894 einen wissenschaftlichen Aufsatz über die weltweite Verbreitung dieser Spiele verfasste. Der Name leitet sich von dem ägyptischen Mancala-Spiel ab, das im Westen erstmals von dem Engländer E. W. Lane 1843 beschrieben wurde. Dieses Spiel wurde in der ersten Hälfte des 19. Jahrhunderts in vielen Kairoer Cafés gespielt.

## Historisches

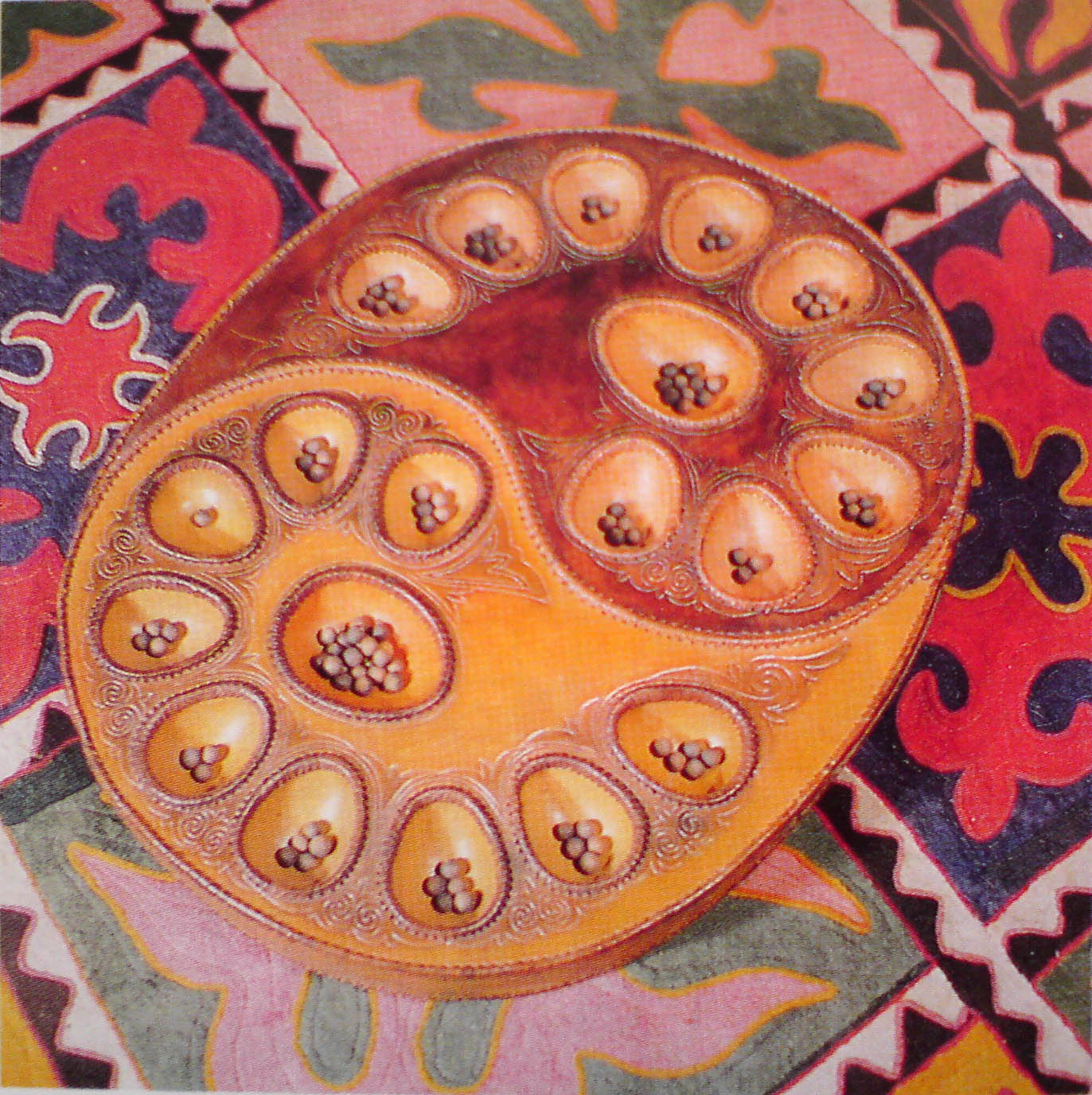
Togus Korgool aus Kirgisistan

Der Ursprung der Mancala-Spiele ist unbekannt. Zu den ältesten Spielbrettern  gehören archäologische Funde in dem spätrömischen Fort in Abu Sha'ar am Roten Meer in Ägypten (4. Jahrhundert n. Chr.) sowie in Matara, Eritrea, und Yeha im Nordwesten Äthiopiens (6.–7. Jahrhundert n. Chr.). Das Spiel selbst wurde erstmals im Kitab al-Aghani (Buch der Lieder) erwähnt, das im 10. Jahrhundert von Abu l-Faradsch aus Isfahan geschrieben wurde. Ob ältere Muldenreihen (in der Archäologie cup marks genannt), die z. B. in Ägypten, Sri Lanka und Zypern gefunden wurden, Spielebretter sind, ist nicht bekannt. Selbst wenn diese Mulden zum Spielen dienten, weiß man nicht, was darauf tatsächlich gespielt wurde. Auch ist die Datierung solcher Funde äußerst problematisch, da es Hinweise gibt, dass manche Muldenreihen viel später als die Bauwerke entstanden, auf denen sie sich befinden. Trotzdem wird immer wieder von Laien und Spieleproduzenten behauptet, dass Mancala das älteste Spiel der Welt sei, „5000 Jahre alt“.
Mit dem Sklavenhandel kamen westafrikanische Mancala-Varianten um 1640 nach Westindien (außer Puerto Rico und den Bahamas), die USA (Louisiana) und Teile Südamerikas. Durch die Ausbreitung des Islam gelangten diese Spiele auch nach Zentralasien (z. B. Kasachstan, Kirgistan), Indien, die Malediven, Südchina, Südthailand, Malaysia und Indonesien. Von dort verbreiteten sie sich schließlich nach Sri Lanka, auf die Philippinen und die Marianen.

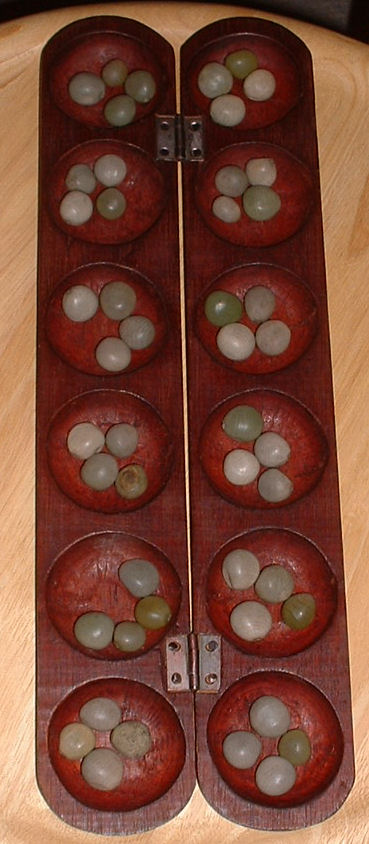
Oware-Brett aus Ghana

In Europa sind traditionelle Mancala-Varianten im baltischen Raum, in den nördlichen Provinzen der ehemaligen deutschen Ostgebiete (Pommern bis Ostpreußen), in Bosnien und auf der griechischen Kykladeninsel Hydra beschrieben worden. Im Schloss Weikersheim in Baden-Württemberg stehen zwei Mancala-Tische aus dem frühen 18. Jahrhundert.

## Turniere
Turniere gibt es gegenwärtig bei folgenden Spielen:
- Oware (Ghana, Elfenbeinküste, Nigeria, Großbritannien, Frankreich, Spanien, Schweiz, Tschechien, Kanada, USA, Antigua)
- Songo (Kamerun, Gabun, Äquatorialguinea)
- Togus Korgool / Togus Kumalak (Kirgisistan, Kasachstan, Deutschland, Tschechien, Schweiz, Türkei, Russland)
- Congkak / Sungka (Malaysia, Indonesien, England, USA)
- Kalaha (USA, Deutschland, Skandinavien)
- Mangala (Türkei, Syrien)
- Bao La Kiswahili (Tansania, Kenia, Malawi, Niederlande)
- Bohnenspiel (Deutschland)[2]
- Omweso (Uganda)
- Kiela (Angola)
- Moruba (Südafrika)
- Hawalis (Oman)

## Namen und Varianten
Im Internet werden  über 800 Namen traditioneller Mancala-Varianten genannt; manche bezeichnen dieselben Spiele, andererseits tragen oft auch unterschiedliche Spiele dieselbe Bezeichnung. Inzwischen gibt es außerdem fast 200 moderne Varianten, von denen die meisten erst in den letzten 50 Jahren erfunden wurden. Insgesamt existieren vermutlich weit über 1000 unterschiedliche Spiele.
Die meisten Mancala-Spiele haben zwei, drei oder vier parallele Reihen, die aus je einer (Nano-Wari) bis 50 Mulden (En Gehé) bestehen. Bei manchen Varianten gibt es auch je eine große Mulde an den beiden Enden, in denen die geschlagenen Steine gesammelt werden. In China (Provinz Yunnan) existiert aber auch eine fünfreihige Variante (Laomuzhuqi) und auf Madagaskar sogar ein sechsreihiges Spiel (Katro). Außerdem sind in den USA und Deutschland mehrere einreihige Mancala-Spiele erfunden worden (Atomic Wari, Sowing, 55Stones, Progressive Mancala).
Bei den meisten Mancala-Varianten geht es entweder darum, die meisten Steine zu schlagen oder den Gegner zugunfähig zu machen. Es gibt auch Spiele, bei denen der Spieler gewinnt, der als Erster nicht mehr ziehen kann. Bei manchen Spielen (z. B. Bao la Kiswahili, Omweso, Kisolo) soll auch eine bestimmte Stellung auf dem Brett erreicht werden. 
Hier die Namen traditioneller Varianten und ihre Verbreitungsregion:
| Name oder Variante | Verbreitungsregion                             |
| ------------------ | ---------------------------------------------- |
| Adji-boto          | Surinam                                        |
| A-i-ú              | Brasilien                                      |
| Ajua               | Kenia                                          |
| Awele              | Elfenbeinküste                                 |
| Ayo                | Nigeria                                        |
| Bao La Kiswahili   | Tansania, Kenia, Mosambik, Komoren, Madagaskar |
| Bawo               | Malawi                                         |
| Bohnenspiel        | Deutschland                                    |
| Ceelkoqyuqkoqjji   | China / Yunnan                                 |
| Cenne              | Karnataka (Indien)                             |
| Chisolo            | Sambia                                         |
| Conklak            | Indonesien, Singapur, Malaysia                 |
| Dakon              | Indonesien / Java                              |
| En Dodoi           | Tansania                                       |
| En Gehé            | Tansania                                       |
| Gabata             | Äthiopien, Eritrea                             |
| Giuthi             | Kenia                                          |
| Halusa             | Irak                                           |
| Hawalis            | Oman                                           |
| Hoyito             | Dominikanische Republik                        |
| Hus                | Namibia                                        |
| Isolo              | Sambia                                         |
| Katro              | Madagaskar                                     |
| Kay                | Haiti                                          |
| Kiela              | Angola / Luanda                                |
| Kiothi             | Kenia                                          |
| Kisolo             | Kongo                                          |
| Krur               | Südmarokko                                     |
| Laomuzhuqi         | China / Yunnan                                 |
| Layli Goobalay     | Somalia                                        |
| Mak khom           | Thailand                                       |
| Mandoli            | Griechenland / Insel Hydra                     |
| Mangala            | Türkei                                         |
| Mangola            | Kongo                                          |
| Mankalah           | Ägypten                                        |
| Moruba             | Südafrika                                      |
| Nsolo              | Malawi, Sambia                                 |
| Ô An Quan          | Vietnam                                        |
| Ohvalhu            | Malediven                                      |
| Olinda             | Sri Lanka                                      |
| Omweso             | Uganda                                         |
| Ouril              | Kapverden                                      |
| Oware              | Ghana                                          |
| Owela              | Namibia                                        |
| Pallanguzhi        | Sri Lanka, Südindien                           |
| Qelat              | Eritrea                                        |
| Sadeqa             | Äthiopien                                      |
| Selus              | Eritrea, Äthiopien                             |
| Songo              | Kamerun                                        |
| Sungka             | Philippinen                                    |
| T(s)chuba          | Mosambik, Südafrika                            |
| Tchadji            | Mosambik                                       |
| Tchonka            | Marianen                                       |
| Toguz Korgool      | Kirgisistan                                    |
| Togyz kumalak      | Kasachstan                                     |
| Tsoro              | Simbabwe                                       |
| Walak-Pussa        | Sri Lanka                                      |
| Warra              | USA / Louisiana                                |
| Warri              | Antigua & Barbuda                              |
| Wauri              | Grand Cayman                                   |
| Wa-wee             | Santa Lucia                                    |
| Zigulzoqge         | China / Yunnan                                 |

## Kulturelle Besonderheiten

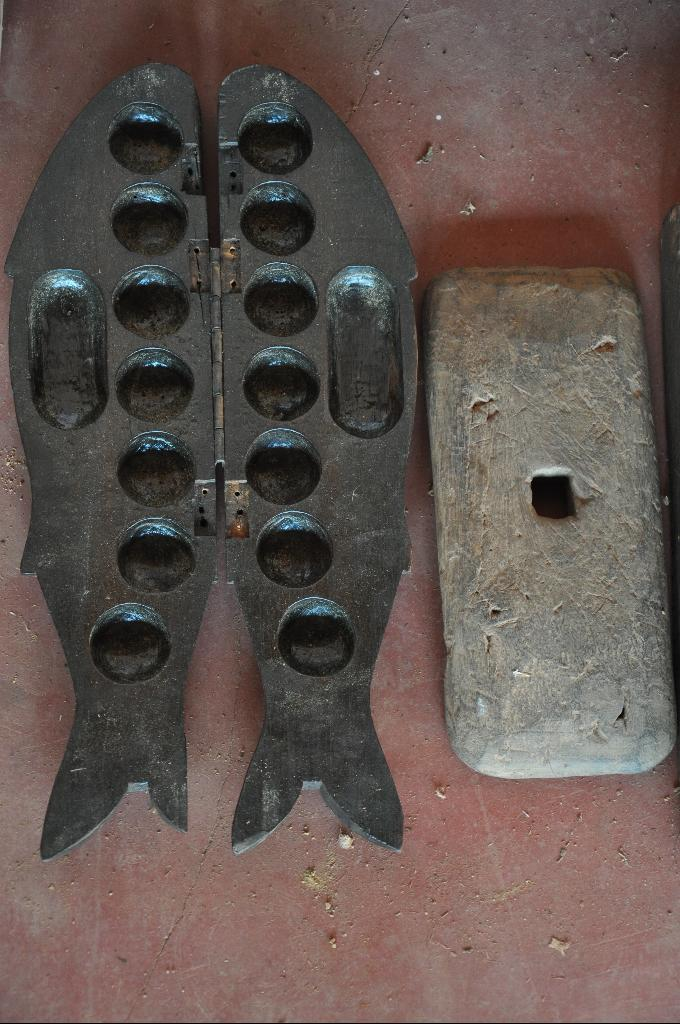
Das Cenne im Südwesten des indischen Bundesstaates Karnataka spielt eine zentrale Rolle im Besessenheitsritual Siri jatre

Viele Mancala-Bretter sind kunstvoll aus Holz geschnitzt und schmücken heute in der ganzen Welt die Ausstellungen ethnologischer Museen. Kinder oder nomadisierende Viehhirten graben aber oft auch nur die Mulden in den Boden. Als Spielstücke verwendet man Samen (insbesondere die der Molukkenbohne Caesalpinia bonduc), Muscheln, Kotballen (von Kamelen, Ziegen, Schafen) oder Kieselsteine. In Ghana wird erzählt, dass Ntim Gyakari (1695–1701), der König von Denkyira, goldene Spielsteine benutzte, als er bei einer Partie Oware ermordet wurde. Seitdem heißt es in Westafrika, dass goldene Steine Unglück bringen. 
Die symbolischen Bedeutungen der traditionellen Mancala-Spiele sind vielfältig. Oft stehen sie in Verbindung mit dem Wunsch nach „Fruchtbarkeit“, je nach gesellschaftlichem Hintergrund z. B. mit der Schwangerschaft von Frauen und Kühen, dem Stehlen von Rindern, dem Fangen von Fischen, dem Regenkult, dem Zyklus von Säen und Ernten, dem Erwerb von Wohlstand durch Handel.  
Die zwölf Mulden, die viele Varianten haben, werden in manchen Gebieten als die zwölf Monate oder als die zwölf Tierkreiszeichen gedeutet. 
An der Elfenbeinküste, wo es Awele heißt, wurde das Spiel nur tagsüber gespielt. Nachts ließ man es draußen stehen, damit die Götter weiterspielen konnten. In Surinam spielen die Hinterbliebenen eines Toten das dort Awari genannte Spiel vor dem Begräbnis, um den Verstorbenen zu erfreuen. Man glaubte dort, dass nachts die Yorkas, die Geister der Toten, kämen, um mitzuspielen und die Seelen der Lebenden ins Schattenreich zu entführen.
In vielen Gebieten Afrikas und der Karibik dürfen es nur Männer spielen. In Südasien ist es dagegen meist ein Spiel von Frauen und Kindern. In Zentralasien war es ursprünglich ein Männerspiel, doch erlangte insbesondere Togus Kumalak schon zu Sowjetzeiten in den dortigen Republiken den Status eines Nationalsports, der auch von vielen Frauen ausgeübt wird.

## Mathematische Untersuchung
Für das Awari-Spiel mit 4 Bohnen in jeder Vertiefung zeigten 2002 die Informatiker John W. Romein und Henri E. Bal von der Freien Universität Amsterdam durch massive Computerrechnungen, dass das Spiel für perfekte Spieler unentschieden endet.